# Esquenta WS in Miami Beach
Esquenta WS in Miami Beach é o segundo EP do cantor brasileiro Wesley Safadão, gravado em Fortaleza, no seu WOS Studio, em março de 2017. Foi lançado em 31 de março 2017 pela Som Livre no formato download digital.
Contém quatro músicas, sendo os destaques "Ressaca de Saudade" e "Ar Condicionado no 15".
É o esquenta para o álbum WS In Miami Beach. Todas as canções estão presentes no trabalho seguinte.
Junto ao lançamento do EP foram disponibilizados os clipes das músicas no YouTube. Assim como a gravação musical, as filmagens foram feitas no WOS Studio e a direção de vídeo foi realizada por Fernando Trevisan Catatau.

## Recepção

### Comercial
Estreou em sexto lugar no iTunes Store e dois dias depois assumiu o primeiro lugar. Permaneceu por 130 dias entre os mais comprados.

## Lista de faixas
| Download digital |                          |                                                              |         |  |
| N.º              | Título                   | Compositor(es)                                               | Duração |  |
| 1.               | "Ressaca de Saudade"     | Caninana Jonas Alves Italo                                   | 3:07    |  |
| 2.               | "Ar Condicionado no 15"  | Renno Junior Gomes Vine Show                                 | 2:47    |  |
| 3.               | "Quem Bate Também Chora" | Renno Vinicius Poeta Junior Gomes Vine Show Ivan Medeiros    | 2:29    |  |
| 4.               | "Decreto Liberado"       | Thales Lessa Elcio di Carvalho Junior Pepato Danillo Dávilla | 2:58    |  |
| Duração total:   | Duração total:           | Duração total:                                               | 11:21   |  |

## Desempenho comercial

### Álbum
| Parada musical (2017)       | Melhor posição |
| --------------------------- | -------------- |
| Brasil (iTunes Álbum Chart) | 1              |

## Histórico de lançamento
| Região | Data                | Formato(s)       | Gravadora |
| ------ | ------------------- | ---------------- | --------- |
| Brasil | 31 de março de 2017 | Download digital | Som Livre |

## Créditos
Todos os dados abaixo foram retirados do site oficial do artista.
- Produção musical: Wesley Safadão, Rod Bala e Jeimes Teixeira

### Músicos participantes
- Rod Bala e Rafinha Batera: bateria
- João Paulo: teclados
- Jeimes Teixeira: violão
- Marcos Rodrigues: guitarra
- Guilherme Santana: baixo
- Berg Félix: sanfona
- Everardo Messi: percussão
- Itaro Tito: trombone
- Hilton Lima: trompete
- Paulo Queiroz (Bob): saxofone
- Arantes Rodrigues e Lidiane Castro: vocais de apoio